# Thermes Király
Les Thermes Király (en hongrois : Király gyógyfürdő) sont un établissement thermal situé dans le 2e arrondissement de Budapest, dans le quartier de Víziváros. Leur construction date de 1565 par le pacha Arszlán de Buda. 
Constitués de plusieurs bains de températures différentes (26, 32, 36 et 40 degrés), ils n'ont quasiment pas changé depuis leur construction. 